# سيلفيا سيدني

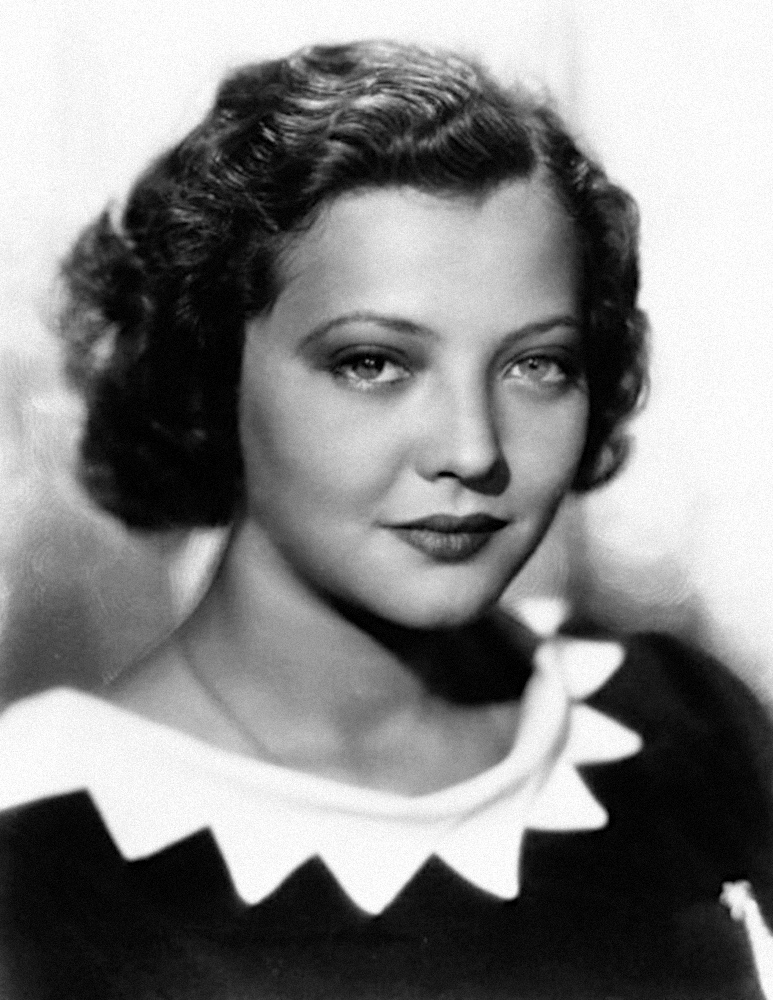
سيلفيا سيدني

سيلفيا سيدني (بالإنجليزية: Sylvia Sidney) (8 أغسطس 1910 - 1 يوليو 1999) ممثلة أمريكية برزت على الساحة السينمائية في عقد 1930 في العديد من الأعمال الدرامية البوليسية.

## روابط خارجية
- سيلفيا سيدني على موقع IMDb (الإنجليزية)
- سيلفيا سيدني على موقع ألو سيني (الفرنسية)
- سيلفيا سيدني على موقع تيرنر كلاسيك موفيز (الإنجليزية)
- سيلفيا سيدني على موقع أول موفي (الإنجليزية)
- سيلفيا سيدني على موقع قاعدة بيانات برودواي على الإنترنت (الإنجليزية)
- سيلفيا سيدني على موقع قاعدة بيانات الأفلام السويدية (السويدية)
- سيلفيا سيدني على موقع إن إن دي بي (الإنجليزية)
- سيلفيا سيدني على موقع قاعدة بيانات الفيلم (الإنجليزية)
- سيلفيا سيدني على موقع كينوبويسك (الروسية)